# كنيسة سيدة الأحزان (القدس)

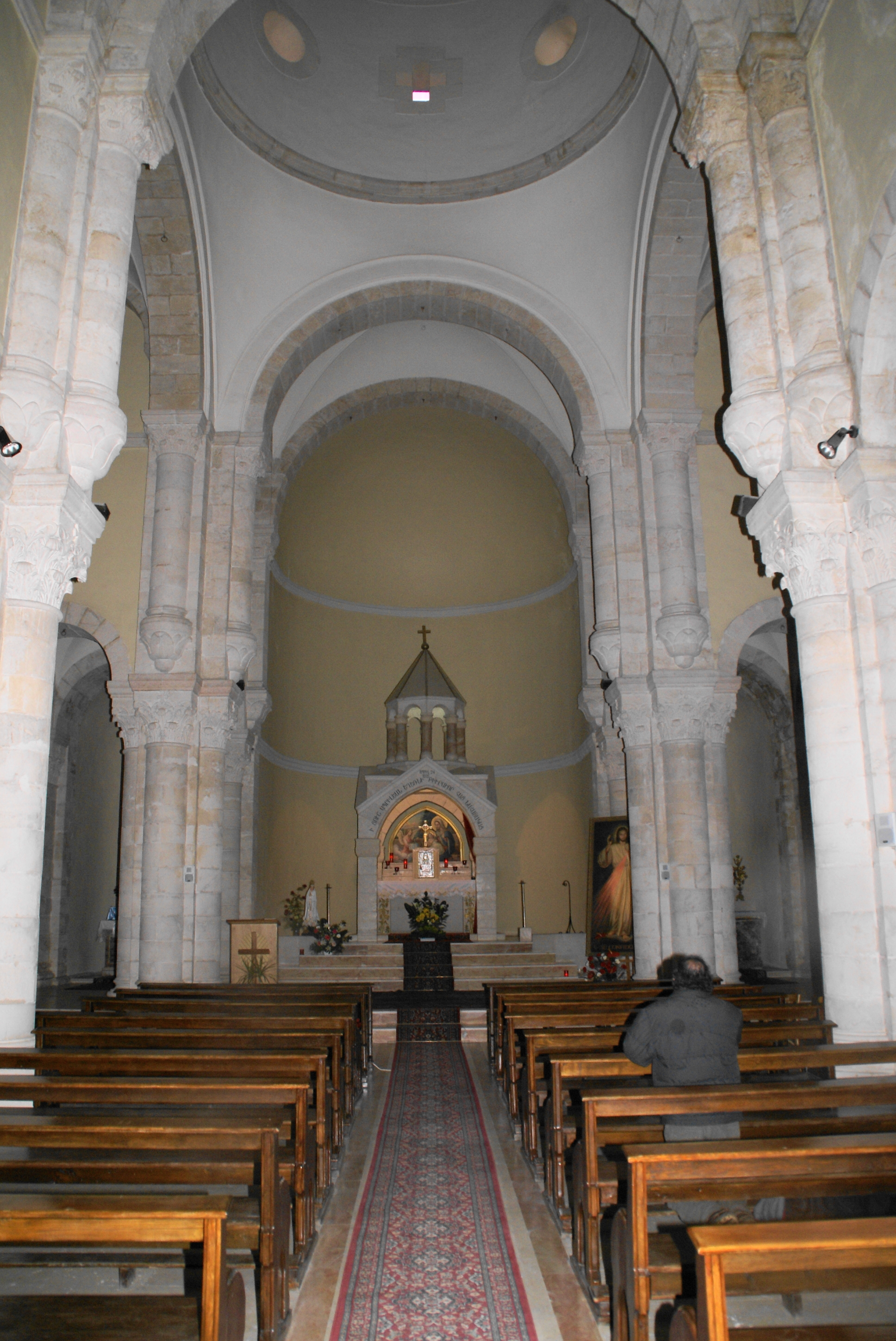
بدخال الكنيسة

كنيسة سيدة الأحزان (بالعبرية: כנסיית גבירתנו הדואבת‏) أو كنيسة أحزان مريم وتسمى أيضا كنيسة سيدة الآلام الأرمنية هي كنيسة أرمنية كاثوليكية في البلدة القديمة في القدس أنشئت في عام 1881.
يقع في المحطة الرابعة من طريق الآلام بالقرب من التكية النمساوية في الحي الإسلامي في البلدة القديمة في القدس، بنيت الكنيسة لأن هذا هو الموقع الذي رأي فيه يسوع والدته في طريقه إلى الصلب. يضم المبنى كنيسة صغيرة مخصصة للسيدة العذراء مريم.
الكنيسة مقر إكسرخسية مطرانية الأرمن الكاثوليك البطريركية في القدس وعمان وهي كنيسة كاثوليكية شرقية خاصة في شركة كاملة مع البابا في روما والكنيسة الكاثوليكية، في المبنى تكية للأرمن الكاثوليك.
أدرجت في قائمة مواقع التراث العالمي لليونسكو في عام 1981.